# Antonio Fayenz
Antonio Fayenz (2. listopad 1899, Padova Italské království – 16. srpen 1980, Padova Itálie) byl italský fotbalový záložník.
Bez jedné závěrečné sezony 1930/31, když odešel do Bassana odehrál celou kariéru za Padovu. Celkem 174 utkání za ní odehrál.
Za reprezentaci odehrál 4 utkání. První zápas odehrál 22. března 1925 proti Francii. Byl v nominaci na OH 1924.

## Hráčské úspěchy

### Reprezentační
- 1x na OH (1924)